# Knjagininskij rajon
Lo Knjagininskij raion (in russo Княгининский район?) è un rajon dell'Oblast' di Nižnij Novgorod, nella Russia europea; il capoluogo è Knjaginino.